# 덴나미
덴나미(일본어: 天浪)는 일본 지바현 나리타시에 있는 오아자이다. 2017년 10월 31일 기준 이 지역의 인구는 0명이다. 우편번호는 282-0001이다.

## 지리
나리타시 동남부에 있으며 도야마 지구에 속한다. 주변에 고마이노, 후루고메, 산리즈카와 인접해 있다.
히가시산리즈카, 후루고메와 마찬가지로 덴나미도 거의 모든 구역이 나리타 국제공항(구 신도쿄 국제공항) 부지 안에 있으며 A활주로, 유도로, 제1여객터미널 게이트 쪽 시설 등이 있다.

## 역사
덴나미는 1946년 이전까지는 궁내청 시모후사 어료목장 부지의 일부였다. 특히 지바현 북부는 《속일본기》에 기록된 “율령국정 목지 방우마"(令諸国定 牧地 放牛馬, 율령국에서 소와 말을 사육하기 위한 목지로 지정됨)로서 700년(몬무 4년)부터 쭉 말의 목용지로 알려졌으며, 겐페이 합전 때 동국의 겐지에게 군마를 공급했다. 에도 시대 때는 코가네 5목과 사쿠라 7목이 설치되어 군마 사육생산이 이루어졌다. 20세기에 들어 식산흥업을 추진한 메이지 정부는 사쿠라 7목 중 하나였던 톳코목에 근대 목축의 상징인 양모 자급을 위한 목양장을 설치했다. 이 목양장이 이후 궁내청 시모후사 어료목장(이하 어료목장)이 된다.
1946년경부터 시작된 전후개척에서 어료목장 부지 중 일부가 농지로 개방되었고, 이런 현유림의 일부였던 토지가 매각되며 개척지를 중심으로 한 지역이 만들어졌다. 전후개척 당시 덴나미제1지구(남쪽), 덴나미제2지구(동쪽), 덴나미제3지구(북쪽)으로 나누어져 있었다.
전후개척 시기 덴나미는 주로 오키나와현 출신자와 전재자동맹 인원이 들어왔다. 당시 정착민들은 신궁민(新窮民)이라고도 불렸는데, 패전으로 인해 식민지에서 쫓겨난 히키아게샤, 오키나와 전투로 황폐해진 이후에 미국의 통치에 놓여 귀향할 수 없게 된 오키나와현 출신자, 장남이 아니라 가독을 잇지 못한 농가의 차남 이하 아들들 등으로 구성되어 있었다. 불하 가격은 단당 80엔(쇼트피스 2통 상당) 정도였다. 이 중 오키나와 출신의 이민자가 모인 오키나와 협회는 구메섬 출신의 승가인 요모리 사토시로가 중심이 되어 이주 활동을 시작해 주로 목초지로 이루어진 덴나미제1지구로 이주했다(50세대 100명). 이주 초기에는 궁내청 시모후사 어료목장의 마구간에서 공동생활을 했다.
전재자동맹의 경우 일본 노동자농민당원이었던 다테이로에 이끌려 소나무와 삼나무숲이 많은 제2, 제3지구에 이주했다.
1966년 7월 4일 나리타 국제공항의 건설이 확정되면서 덴나미의 거의 모든 부지가 공항 부지로 편입되었다. 이와 같이 일방적인 공항 건설 결정은 주변 지역 정착민의 반발을 초래해 산리즈카 시바야마 연합공항반대동맹의 결성으로 이어졌지만 덴나미의 주민(당시 32가구)는 이 움직임의 일선에서 벗어나 집단 내에서 사태를 해결하기 위해 노력했다. 같은 해 10월 27일에는 후루고메, 기노네 마을과 함께 "나리타시 조건투쟁연맹"을 결성했다. 결국 정부와 조건부 협상을 거쳐 모든 가구가 이주에 응했다.

## 교통
일본의 교통로 중 덴나미를 지나는 현도나 국도는 존재하지 않는다.

## 교육
덴나미 지역은 명목상 소학교의 경우 나리타시립 산리즈카 소학교에, 중학교의 경우 나리타시립 도야마 중학교에 학군에 속해 학교를 다니게 된다. 하지만 덴나미의 거주 인구가 한 명도 없어 실질적으로 이 학군을 적용받는 사람은 없다.

## 같이 보기
- 산리즈카
- 나리타 공항 문제